# Kristinn Ingi Halldórsson
Kristinn Ingi Halldórsson (8 aprile 1989) è un calciatore islandese, attaccante del Valur.

## Palmarès

### Competizioni nazionali
- Campionato islandese: 2

Valur: 2017, 2018
- Coppa d'Islanda: 3

Fram Reykjavík: 2013
Valur: 2015, 2016
- Coppa di Lega islandese: 1

Valur: 2018
- Supercoppa d'Islanda: 3

Valur: 2016, 2017, 2018